# Doppler-Nunatak
Der Doppler-Nunatak ist ein 1450 m hoher Nunatak im westantarktischen Ellsworthland. Er ragt südwestlich des Mount Mende in den Sky-Hi-Nunatakkern auf.
Das Advisory Committee on Antarctic Names benannte ihn 1988 nach dem österreichischen Mathematiker und Physiker Christian Doppler (1803–1853), Entdecker des nach ihm benannten Doppler-Effekts.